# Cmentarz żydowski w Sępólnie Krajeńskim
Cmentarz żydowski w Sępólnie Krajeńskim – kirkut jest położony przy ulicy Jeziornej. Powstał w XIX wieku. W czasie okupacji hitlerowskiej został zdewastowany. Zachowane resztki kilku macew.